# 大北极探险

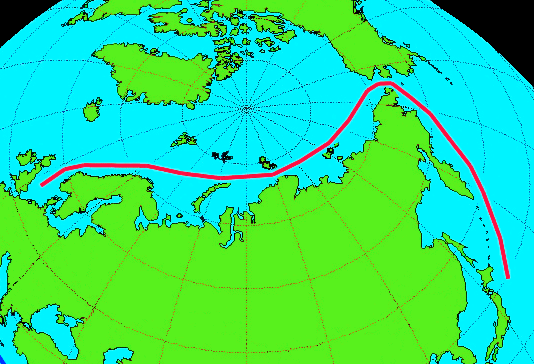
大北极探险

大北极探险（俄语：Великая Северная экспедиция），或称第二次堪察加探险（俄语：Вторая Камчатская экспедиция），是世界历史上大型探险活动之一。
这次探险的时间大约在从1733年至1743年，确认了西伯利亚的北冰洋沿海地区以及北美洲的部分海岸线，并将其绘制在地图之上。最初由俄罗斯沙皇彼得大帝提出的构想，后来由安娜和伊丽莎白两位俄罗斯女皇付诸实践。其最主要的探险家是维图斯·白令。